# Arachnomimus amboinensis
Arachnomimus amboinensis är en insektsart som först beskrevs av Karsch 1886.  Arachnomimus amboinensis ingår i släktet Arachnomimus och familjen syrsor. Inga underarter finns listade i Catalogue of Life.